# Baldassarre Orsini
Baldassarre Orsini (Perugia, 8 gennaio 1732 – Perugia, 14 dicembre 1810) è stato un architetto e storico dell'arte italiano.

## Biografia
Nato a Perugia nel 1732 da Valentino Orsini e Anna Maria Camilletti. Dopo aver studiato all'Università di Perugia, spinto dal padre nel 1751 si trasferisce a Roma per continuare la sua formazione artistico culturale interessandosi di geometria, prospettiva e architettura presso l'Accademia di san Luca Legatosi al pittore neoclassico Anton Raphael Mengs teorizza un legame tra prospettiva e composizione in architettura. Scrive nel 1771 un trattato di Geometria e Prospettiva che precede il più famoso suo libro: Dell'Architettura civile, scritto nel 1778, un anno prima di tornare a Perugia.
Con questo libro polemizza con Francesco Milizia le cui idee etico utilitaristiche sono in contrasto con la sua convinzione di ricondurre la composizione architettonica a ragioni percettive.
Nella sua città diventa scenografo del Nuovo Teatro del Verzaro. Assume la direzione della storica Accademia del disegno che trasforma in Accademia delle Belle Arti coprendo la cattedra di Pittura e Prospettiva. 
Viene considerato fautore della rinascita culturale della città, tra la fine del Settecento e l'inizio dell'Ottocento, per la trasformazione dell'Accademia in un polo culturale che indicava nuovi orizzonti del gusto.
In questo è osteggiato dagli intellettuali perugini per la eccessiva scientificità dei suoi insegnamenti dovuta ai suoi legami con l'Accademia di Francia a Roma e alle sue conoscenze delle tecniche grafiche di Gaspard Monge.
Muore a Perugia il 13 dicembre 1810.

## Opere
- Geometria e Prospettiva pratica, Roma 1771
- Dell'Architettura civile, Roma 1778
- Antologia dell'arte pittorica, Perugia 1783
- Dizionario d'architettura, Perugia 1801

### Dell'Architettura Civile
L'importanza di Orsini è dovuta al suo trattato Dell'Architettura Civile in 4 volumi, contenenti un'introduzione, una prefazione e sei capitoli. L'opera completata in forma manoscritta nel 1778 non arriva “sotto i torchi”. In questa forma è conservata nella biblioteca dell'Accademia delle Belle Arti di Perugia con il n° d'inventario 1740. 
Nell'introduzione, dopo aver definito etimologicamente le radici del termine Architettura, ne sottolinea i suoi collegamenti con la Filosofia, Fisica, Legge, Matematica e soprattutto con il disegno.
Nella prefazione descrive la struttura dell'opera identificando i collegamenti dei suoi principi con la triade Vitruviana. Nel far questo assimila “onesto” al “firmitatis”, l'“utile” alla “utilitatis” e il “dilettevole” alla “venustatis  “. Questi collegamenti vengono presentati con un grafico ad albero.
Nel 1º capitolo suggerisce le tecniche di disegno geometrico utilizzabili che facilitano i rapporti con il cliente e sono utili per una buona composizione. Sono presenti i richiami con i più famosi trattatisti (Vitruvio, Alberti, Serlio, Durer, Palladio, Scamozzi).
Nel 2º capitolo introduce la prospettiva dividendola in Prospettiva naturale e prospettiva artificiale.
Il 3º capitolo è dedicato allo studio delle proporzioni con particolare riguardo ai problemi della percezione visuale.
Nel 4º capitolo Orsini richiama l'attenzione sull'uso delle figure geometriche elementari nella composizione architettonica
Il 5º capitolo è tutto dedicato all'importanza della luce e gli effetti di questa e delle ombre nello studio delle proporzioni. Affronta anche le problematiche connesse con le scenografie.
Nel 6º capitolo Orsini elenca le “cose che possono dilettare la vista”. Analizzando diversi esempi d'architettura sottolinea i rapporti tra gusto e proporzione che lui vi legge.
Questo libro rileva la capacità dell'Orsini di mediare tra arte e scienza esaltando l'importanza del disegno nella formazione di professionisti completi.